# 受难圣母堂

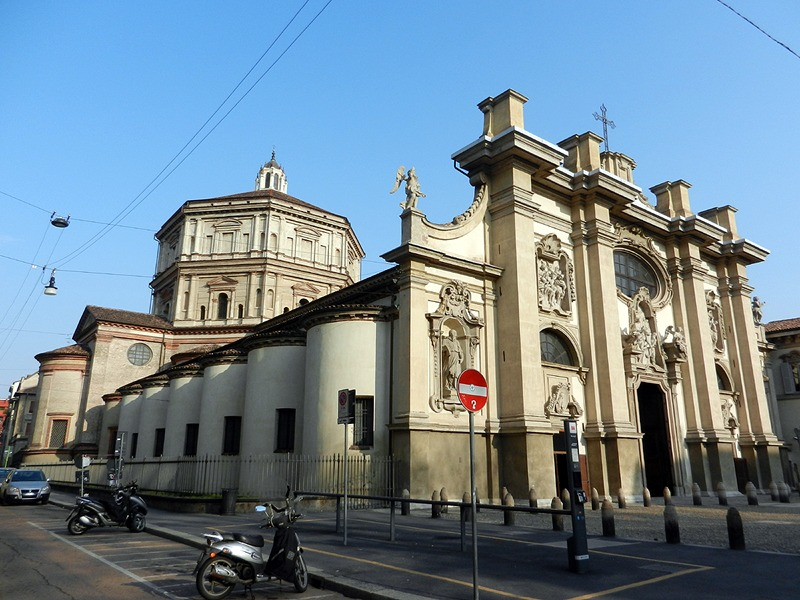

受难圣母堂（Santa Maria della Passione）是一座晚期文艺复兴建筑风格教堂，位于意大利的米兰。

## 历史
该堂最初建于1496年，属于拉特朗修会（Order of Canons Lateran）。今天看到的教堂，是以乔瓦尼·安东尼奥·阿马多（Giovanni Antonio Amadeo）的初始设计为基础，但建造时采用了乔瓦尼·巴塔焦（Giovanni Battagio）的集中式希腊十字设计。建筑师克里斯托弗·伦巴多（Cristoforo Lombardo）设计了大型圆顶。到16世纪后期，由于马蒂诺·巴西（Martino Bassi）的设计，使中殿获得了更长的纵轴，与后宗教改革教堂的结构相符。立面有一系列描绘耶稣受难的画作。后期巴洛克建筑师和雕塑家朱塞佩·鲁斯纳蒂（Giuseppe Rusnati）设计了华丽的立面。 

## 内部

内部有安布罗焦·伯格诺尼翁（Ambrogio Bergognone）创作的一系列大型壁画，完成于1510至1515年左右。包括教堂中的《基督和使徒》，以及其他地方的《圣徒》和《教宗》。该堂有两台管风琴：右边的出自安泰格纳蒂家族，而左侧的出自瓦尔瓦索里。该堂有以下油画：
- 《圣嘉禄·鲍荣茂禁食》(正门)，丹尼尔·克雷斯皮
- 《圣母领报》和《圣母升天》(左侧第四小堂)，西蒙内·彼得萨诺（Simone Peterzano）
- 《最后的晚餐》，加登齐奥·费拉里
- 《圣母怜子》，贝纳迪诺法拉利
- 《上十字架》，安东尼奥·坎皮
- 《花园里的基督》，安布罗吉奥·菲吉诺
- 安布罗焦·达·福萨诺的壁画
- 《柱子上的基督》，朱利奥·切萨雷·普罗卡奇尼；湿壁画《卡拉瓦乔的圣母》，布拉曼蒂诺，右侧小堂
- 在穹顶的柱子上，是丹尼尔·克雷斯比的画作，主要描绘与耶稣受难有关事件，包括《看这个人》、《上十字架》、《天使扶着死去的耶稣》、《天使展示裹尸布》、《洗脚》、《举起十字架》和《下十字架》[1]。

相邻的修道院现在是朱塞佩威尔第音乐学院的所在地，该学院拥有表演区和以及数千种原始音乐手稿。